# Epinephelus itajara
El mero guasa (Epinephelus itajara), también conocido como mero gigante, es una especie de pez de la familia Serranidae en el orden de los Perciformes.

## Morfología

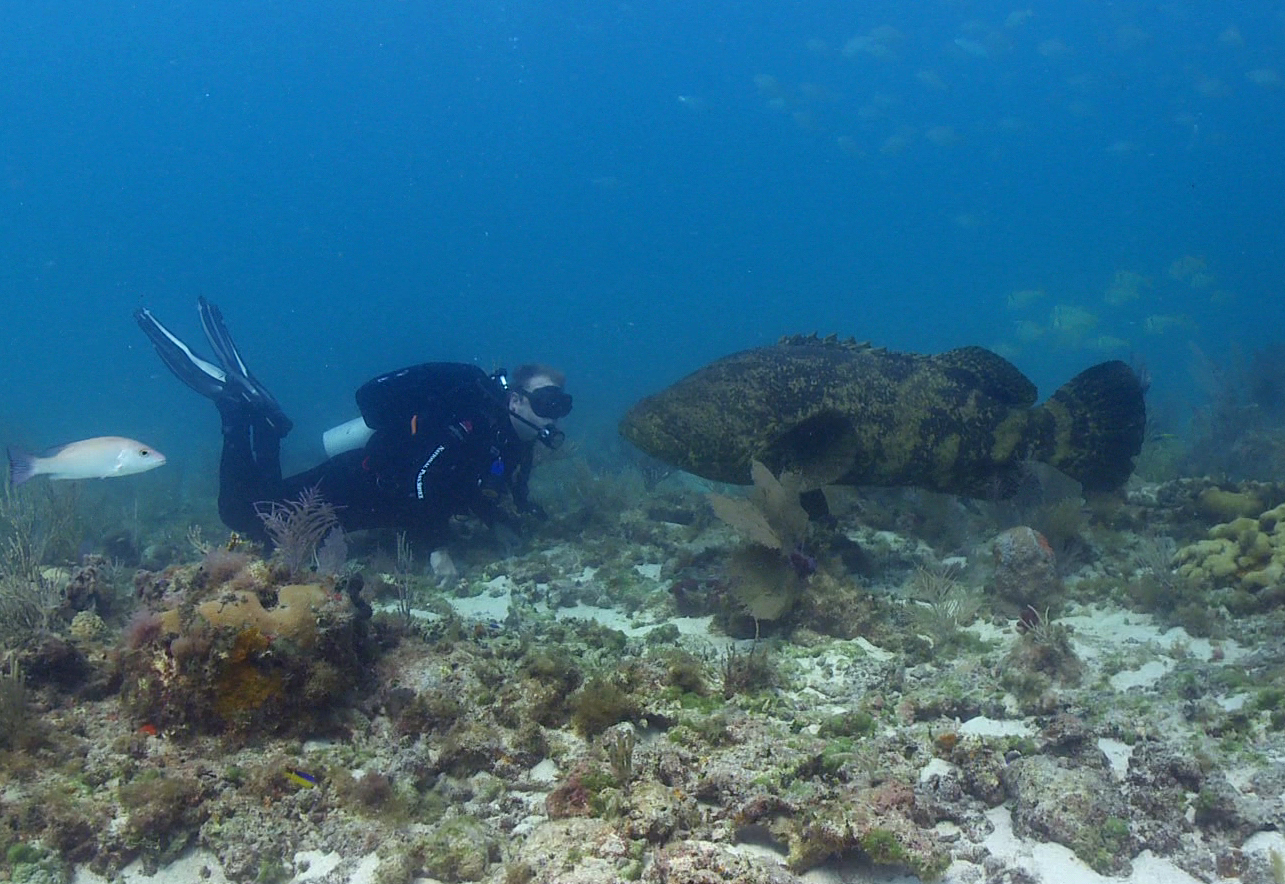
Epinephelus itajara junto a un buceador.

Mide en promedio 175 cm de longitud; los machos pueden llegar alcanzar los 250 cm de longitud total; al alcanzar la madurez miden unos 128 cm. Pesa más de 300 kg, habiéndose registrado ejemplares hasta de 455 kg.
Presenta 11 espinas dorsales; 15 o 16 radios blandos dorsales; 3 espinas anales; 8 radios blandos anales. La cabeza es alargada. El opérculo tiene 3 espinas. Las aletas pélvicas son más pequeñas que los pectorales. Las bases de las aletas dorsal y anal están cubiertas de escamas suaves y piel gruesa. Los juveniles son de color leonado con bandas verticales irregulares.

## Distribución geográfica y hábitat
Se encuentra en el  Atlántico occidental (desde Florida - Estados Unidos - hasta el sur del Brasil, incluyendo el Golfo de México y el Mar Caribe); en el  Atlántico oriental (desde Senegal hasta el Congo, raro en las Islas Canarias) y el Pacífico oriental (desde el Golfo de California hasta el Perú,incluyendo la isla gorgona).

## Biología y comportamiento
Habita en promedio a 46 m de profundidad y generalmente a menos de 100 m, en gran variedad de hábitats, que incluyen arrecifes, manglares, praderas submarinas, estuarios o aguas más profundas. Vive en una zona limitada con un gran número de escondites disponibles. Algunos de ellos son su viviendas habituales, mientras que otros solo son refugios momentáneos. Los juveniles se encuentran en zonas de manglares y estuarios salobres; los adultos de gran tamaño pueden ser encontrados en los estuarios y parecen ocupar áreas de distribución limitadas con poco movimiento entre los arrecifes.
Se alimenta principalmente de crustáceos, langostas espinosas en particular, así como tortugas, pulpos y peces, incluyendo rayas e incluso tiburones.
Se reproduce en verano, cuando hasta 100 individuos maduros se congregan en una zona reducida para desovar a entre 15 y 30 m de profundidad. Los ejemplares jóvenes nacen hembras, pero entre los 10 y los 12 años cambian de sexo, volviéndose machos.

## Pesca y carne
Se podría decir que en algunas zonas es la captura por excelencia. Debido al peso y tamaño que pueden alcanzar, se pescan sólo ejemplares adultos que ya hayan cumplido su función reproductiva.
Generalmente es un pez que se pesca en las profundidades del mar y ofrece mucha resistencia cuando se ve en situaciones de peligro.
Su carne es muy apreciada en todos los lugares donde se da esta especie. De hecho, es tan exquisita que ha motivado el famoso refrán: "de la mar el mero y de la tierra el cordero". En el Mediterráneo cada vez es más escaso debido a la sobrepesca.
La especie se encuentra amenazada por la sobrepesca, la contaminación y por la destrucción de su hábitat juvenil, los manglares.